# 3121 Tamines
A 3121 Tamines (ideiglenes jelöléssel 1981 EV) a Naprendszer kisbolygóövében található aszteroida. Henri Debehogne,  Giovanni de Sanctis fedezte fel 1981. március 2-án.